# Blaasvormig langdraadwatje
Het blaasvormig langdraadwatje (Hemitrichia vesiculosa) is een slijmzwam uit de familie Trichiidae. Het leeft saprotroof op dood loofhout.

## Kenmerken
De sporocarpen zijn zittend en staan dicht bij elkaar in groepen. De kleur is oranje. De vorm is bolvormig tot bijna kussenvormig. Ze zijn 0,5 tot 1 mm in diameter en 0,5 mm hoog. Het peridium is geel, glad, vliezig en bevat donkere vlekken.
De capillitia zijn buisvormig, bekleed met 2-3 (4) spiralen, vertakken weinig en hebben een stompe vrij uiteinde. De sporen zijn licht geel in doorvallend licht, bekleed met een fijnmazig net van stekeltjes en banden en meten 10-11 micrometer in diameter. De buitenzijde komt over als een zoom van 1 micrometer.

## Verspreiding
In Nederland komt het blaasvormig langdraadwatje uiterst zeldzaam voor.